# Džek Niklaus
Džek Vilijam Niklauss (rođen 21. januara 1940), nadimak Zlatni medved, američki je penzionisani profesionalni golfer. Mnogi ga smatraju najboljim golferom svih vremena. Tokom četvrt veka, osvojio je rekordnih 18 velikih prvenstava, tri više od Tajger Vudsa. Niklaus se fokusirao na glavna prvenstva - Masters turnir, US Open, Otvoreno prvenstvo i PGA prvenstvo - i igrao je po selektivnom rasporedu na redovnim PGA turnejama. Takmičio se na 164 glavna turnira, više od bilo kog drugog igrača, a završio je sa 73 pobede na PGA turnejama, više od bilo koga osim Sema Snida (82) i Vudsa (81).
Niklaus je osvojio titulu US Amater 1959. i 1961. godine, a na prvenstvu US Open 1960. godine završio je na drugom mestu, dva pogotka iza Arnolda Palmera. Niklaus je postao profesionalac u svojoj 21. godini krajem 1961. Prvu profesionalnu pobedu zaradio je na US Openu 1962. pobedivši Palmera za tri udarca u sledećem plejofu na 18 rupa i time je započelo rivalstvo između ove dve superzvezde golfa. Godine 1966, Niklaus je postao prvi igrač koji je dve godine zaredom pobedio na Masters turniru; on je takođe osvojio je i Otvoreno prvenstvo, postajući sa 26 godina najmlađi igrač koji je osvojio sve četiri glavna golf turnira. On je osvojio je još jedan Otvoreni šampionat 1970. godine.
Između 1971. i 1980, on je osvojio još devet velikih prvenstava, nadmašio rekord Bobija Džounsa od 13 velikih prvenstava, i postao prvi igrač koji je kompletirao dvostruke i trostruke grend slamove. On je osvojio Masters 1986, njegovo 18. i poslednje veliko prvenstvo u njegovoj 46. godini, čime je postao najstariji pobednik turnira. Niklaus se pridružio seniorskoj PGA turneji (danas poznatoj kao PGA Tour Champions) kada je u januaru 1990. ispunio uslove, i do aprila 1996. je osvojio 10 turnira, uključujući osam glavnih prvenstava uprkos igranju vrlo ograničenog rasporeda. Nastavio je da igra bar neke od četiri regularna glavna turnira do 2005. godine, kada je imao poslednji nastup na Masters turniru i Otvorenom prvenstvu.
Danas Niklaus vodi jednu od najvećih svetskih kompanija za dizajn golf terena. Među njegovim terenima je i Harbor taun golf links. On je član Američkog društva arhitekata golf terena. Niklaus vodi jednu od aktivnosti na PGA turniru, Memorijalni turnir.
Niklausove knjige variraju od nastavnih do autobiografskih, s tim što se njegova knjiga Golf na moj način smatra jednom od najboljih nastavnih knjiga o golfu svih vremena; istoimeni video snimak je najprodavanija instrukcija o golfu do danas.

## Detinjstvo, mladost i amaterski golf
Niklaus je rođen u Columbus, Ohio i odrastao u predgrađu Aper Arlington. On je nemačkog porekla, sin Helene (Šener) i Čarlija Niklaus, apotekara koji je upravlao sa nekoliko biznisa pod imenom Niklausove apoteke. Čarli je bio vešt i svestran sportista koji je igrao fudbal za Bakajse države Ohajo i nastavio da igra poluprofesionalni fudbal za Portsmout Spartane (koji je kasnije postali Detroit lajons u NFL-u). Čarli je u mladosti takođe bio skrač golfer i lokalni teniski prvak. Čarli Niklaus je umro od raka pankreasa u svojoj pedeset šestoj godini.
Niklaus je pohađao Srednju školu gornjeg Arlingtona, čiji su nadimak i maskota koincidentno Zlatni medvedi. U svojoj seniorskoj godini, Niklaus je uspešno igrao u sve-ohajskoj košarkaškoj selekciji, i privukao je regrutni interes za košarkaške programe koledža, uključujući Koledž države Ohajo. Tokom mladosti, uspešno se takmičio i u fudbalu, bejzbolu, tenisu i atletici.

## Dostignuća u karijeri

### Velika prvenstva

#### Hronologija resultata
| Turnir             | 1957 | 1958 | 1959 |
| ------------------ | ---- | ---- | ---- |
| Masters turnir     |      |      | CUT  |
| U.S. Open          | CUT  | T41  | CUT  |
| Otvoreni šampionat |      |      |      |
| PGA šampionat      |      |      |      |

| Turnir             | 1960  | 1961 | 1962 | 1963 | 1964 | 1965 | 1966 | 1967 | 1968 | 1969 |
| ------------------ | ----- | ---- | ---- | ---- | ---- | ---- | ---- | ---- | ---- | ---- |
| Masters turnir     | T13LA | T7   | T15  | 1    | T2   | 1    | 1    | CUT  | T5   | T24  |
| U.S. Open          | 2LA   | T4LA | 1    | CUT  | T23  | T32  | 3    | 1    | 2    | T25  |
| Otvoreni šampionat |       |      | T34  | 3    | 2    | T12  | 1    | 2    | T2   | T6   |
| PGA šampionat      |       |      | T3   | 1    | T2   | T2   | T22  | T3   | CUT  | T11  |

| Turnir             | 1970 | 1971 | 1972 | 1973 | 1974 | 1975 | 1976 | 1977 | 1978 | 1979 |
| ------------------ | ---- | ---- | ---- | ---- | ---- | ---- | ---- | ---- | ---- | ---- |
| Masters turnir     | 8    | T2   | 1    | T3   | T4   | 1    | T3   | 2    | 7    | 4    |
| U.S. Open          | T49  | 2    | 1    | T4   | T10  | T7   | T11  | T10  | T6   | T9   |
| Otvoreni šampionat | 1    | T5   | 2    | 4    | 3    | T3   | T2   | 2    | 1    | T2   |
| PGA šampionat      | T6   | 1    | T13  | 1    | 2    | 1    | T4   | 3    | CUT  | T65  |

| Turnir             | 1980 | 1981 | 1982 | 1983 | 1984 | 1985 | 1986 | 1987 | 1988 | 1989 |
| ------------------ | ---- | ---- | ---- | ---- | ---- | ---- | ---- | ---- | ---- | ---- |
| Masters turnir     | T33  | T2   | T15  | WD   | T18  | T6   | 1    | T7   | T21  | T18  |
| U.S. Open          | 1    | T6   | 2    | T43  | T21  | CUT  | T8   | T46  | CUT  | T43  |
| Otvoreni šampionat | T4   | T23  | T10  | T29  | T31  | CUT  | T46  | T72  | T25  | T30  |
| PGA šampionat      | 1    | T4   | T16  | 2    | T25  | T32  | T16  | T24  | CUT  | T27  |

| Turnir             | 1990 | 1991 | 1992 | 1993 | 1994 | 1995 | 1996 | 1997 | 1998 | 1999 |
| ------------------ | ---- | ---- | ---- | ---- | ---- | ---- | ---- | ---- | ---- | ---- |
| Masters turnir     | 6    | T35  | T42  | T27  | CUT  | T35  | T41  | T39  | T6   |      |
| U.S. Open          | T33  | T46  | CUT  | T72  | T28  | CUT  | T27  | T52  | T43  | CUT  |
| Otvoreni šampionat | T63  | T44  | CUT  | CUT  | CUT  | T79  | T45  | T60  |      |      |
| PGA šampionat      | CUT  | T23  | CUT  | CUT  | CUT  | T67  | CUT  | CUT  |      |      |

| Turnir             | 2000 | 2001 | 2002 | 2003 | 2004 | 2005 |
| ------------------ | ---- | ---- | ---- | ---- | ---- | ---- |
| Masters turnir     | T54  | CUT  |      | CUT  | CUT  | CUT  |
| U.S. Open          | CUT  |      |      |      |      |      |
| Otvoreni šampionat | CUT  |      |      |      |      | CUT  |
| PGA šampionat      | CUT  |      |      |      |      |      |

LA = niski amater

CUT = propustio polukvalifikacije

WD = povukao se

"T" označava nerešeno mesto.

#### Pregled
| Turnir             | Pobeda | 2. | 3. | Top-5 | Top-10 | Top-25 | Događaja | Kvalifikacija |
| ------------------ | ------ | -- | -- | ----- | ------ | ------ | -------- | ------------- |
| Masters turnir     | 6      | 4  | 2  | 15    | 22     | 29     | 45       | 37            |
| U.S. Open          | 4      | 4  | 1  | 11    | 18     | 22     | 44       | 35            |
| Otvoreni šampionat | 3      | 7  | 3  | 16    | 18     | 21     | 38       | 32            |
| PGA šampionat      | 5      | 4  | 3  | 14    | 15     | 23     | 37       | 27            |
| Totali             | 18     | 19 | 9  | 56    | 73     | 95     | 164      | 131           |

- Najviše uzastopnih kvalifikacija – 39 (1969 Masters – 1978 Open)
- Najduži niz top-10 – 13 (1973 Masters – 1976 Masters)
- Na Otvorenom šampionatu, 1966–80, Niklaus je okončao 15 uzastopnih godina među prvih šest. Specifično 1. (3), 2. (6), 3. (2), 4. (2), 5. (1), 6. (1).
- Na Mastersima, 1970–79, Niklaus je završio 10 uzastopnih godina među prvih osam. Specifično 1. (2), 2. (2), 3. (2), 4. (2), 7. (1), 8. (1).

## Spoljašnje veze
- „The 2008 Ryder Cup – History – 1969”. Ryder Cup. Архивирано из оригинала 03. 07. 2012. г. Приступљено 29. 12. 2012.
- „Professional Highlights 1970”. Nicklaus.com. Архивирано из оригинала 1. 12. 2008. г. Приступљено 11. 11. 2007.